# Hammerstein (Adelsgeschlecht)

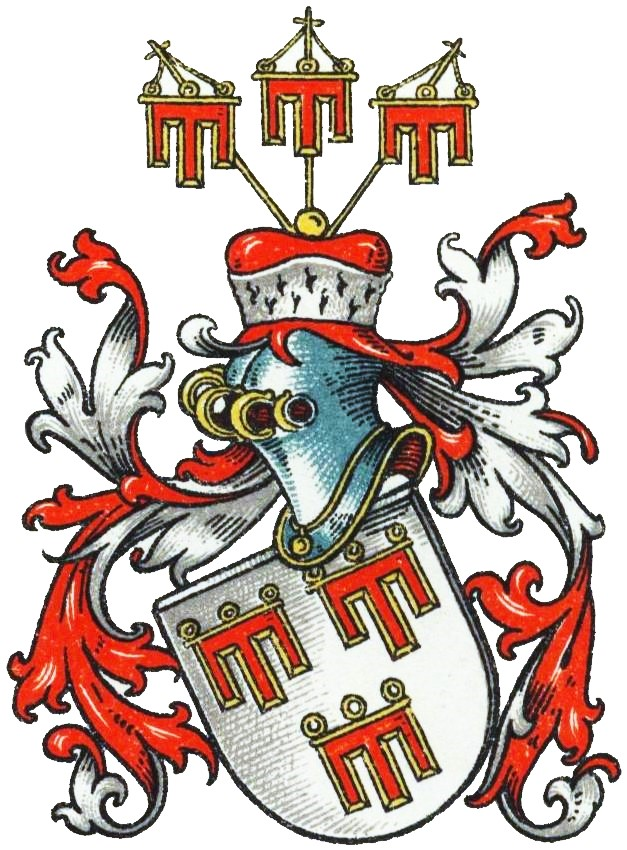
Stammwappen derer von Hammerstein im Wappenbuch des Westfälischen Adels

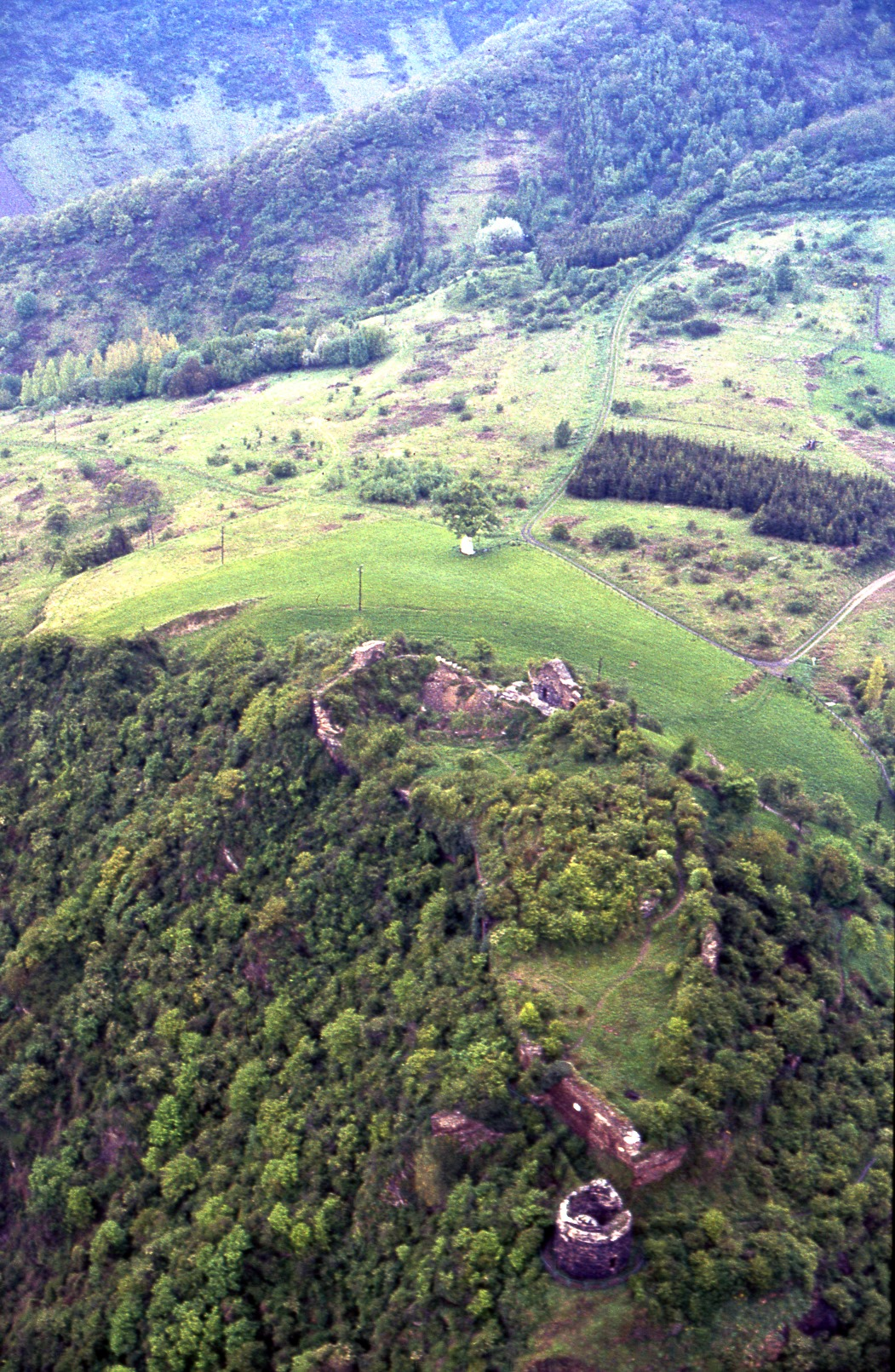
Luftaufnahme der Ruine von Burg Hammerstein (am Rhein)

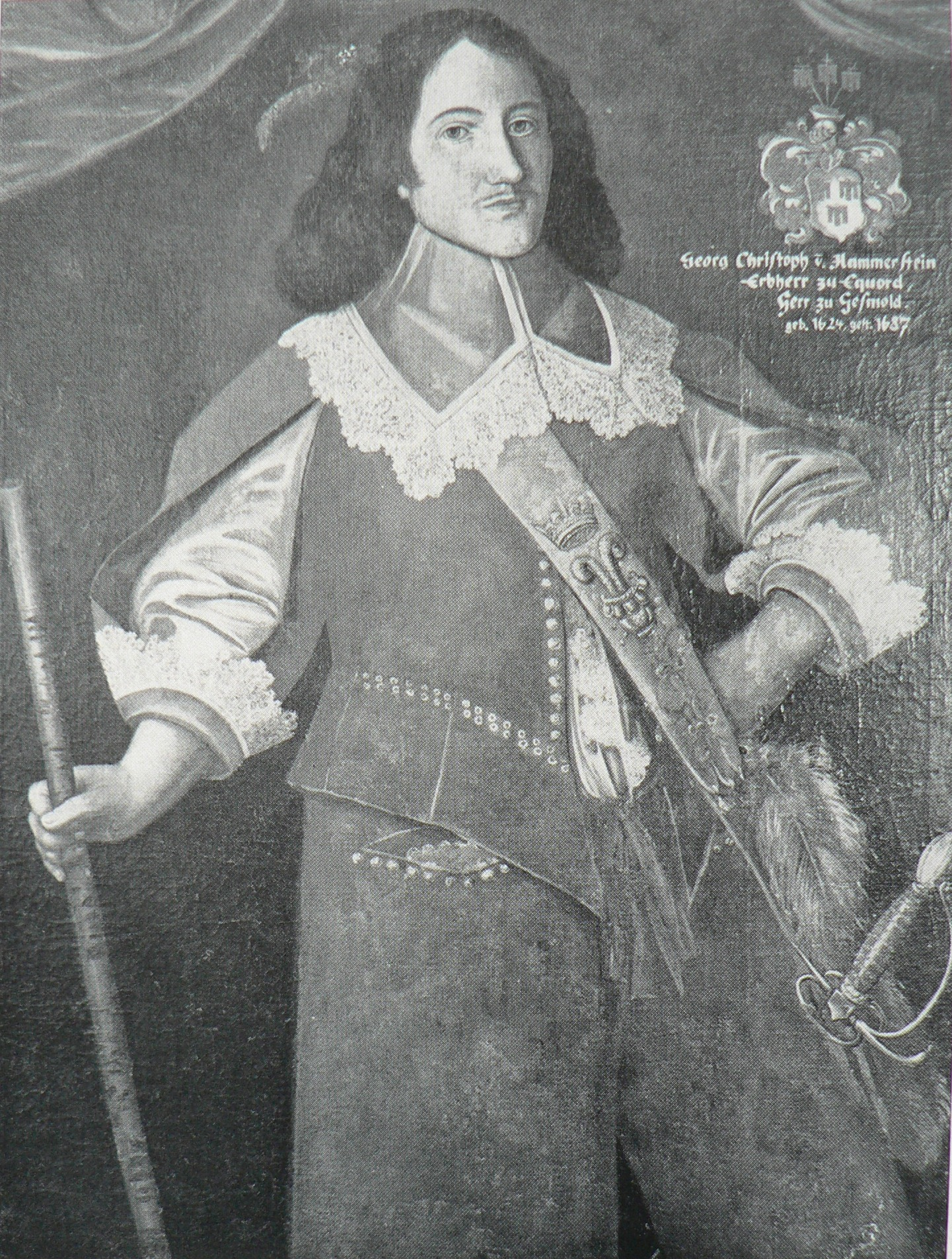
Georg Christoph von Hammerstein

Die Freiherren von Hammerstein sind ein ursprünglich aus dem Rheinland stammendes Adelsgeschlecht. Ab Anfang des 17. Jahrhunderts von Hammerstein zu Equord, teilte sich die Familie im 17./18. Jahrhundert in die Linien Hammerstein-Equord, Hammerstein-Gesmold und Hammerstein-Loxten.
Nachweisbarer Ahnherr des Geschlechts ist Hans Adam von Hammerstein (1579/71?–1653).

## Geschichte
Die ursprünglich bergischen, seit der zweiten Hälfte des 17. Jahrhunderts in Niedersachsen ansässigen Freiherren von Hammerstein beanspruchen, vom Konradiner Otto von Hammerstein (um 975 bis 1036) abzustammen, der sich nach seiner Burg Hammerstein (am Rhein) benannte. Laut Gerhart Werner soll Otto von Hammerstein, als er wegen der Auseinandersetzungen um seine Ehe (Hammersteiner Ehestreit) auf der Flucht war, bei den Grafen von Berg Schutz gesucht haben; darüber hinaus soll er einen Zinshof der Abtei Werden östlich von Wülfrath erworben haben, der den Namen Hammerstein erhielt. Dieser Zinshof war jedenfalls später der Stammsitz der Freiherren von Hammerstein. Eine verwandtschaftliche Beziehung zwischen Otto von Hammerstein und den späteren Freiherren von Hammerstein kann genealogisch jedoch nicht belegt werden, ebenso wenig zu den später auf der Burg Hammerstein nachgewiesenen und um 1400 erloschenen Burggrafen von Hammerstein.
Für die Freiherren von Hammerstein bildete das Gut bei Wülfrath jedoch nur einen Durchgangspunkt. Später bauten sie sich einen festen Adelssitz in Sonnborn an der Wupper, Haus oder Rittergut Hammerstein als Stammhaus. Die Stammreihe beginnt mit dem um 1370 geborenen und 1419 auf Hammerstein urkundlich erwähnten Johann von Hammerstein, der 1416 Amtmann in Solingen war. 1412 siegelte dieser bereits mit dem Kirchenfahnenwappen. Hohe Ämter wurden ihnen vom Herzog von Berg übertragen. Im Amt Hückeswagen erwarben Mitglieder der Familie den Hof Wolfsoege, der seither auch als „Hammersteinsoege“ bekannt war, und bauten dort, ebenfalls an der Wupper, einen weiteren Herrensitz.
Hans Adam von Hammerstein-Gesmold (1571/79–1653) heiratete Elisabeth von Saldern zu Equord (östlich von Hannover) und übernahm deren Familienbesitz. Georg Christoph von Hammerstein (1624–1687), Hofmarschall des Osnabrücker Fürstbischofs Ernst August I., kaufte 1662 Burg Scheventorf im Gebiet der heutigen Stadt Bad Iburg und erwarb auch die benachbarte Schleppenburg. Beide tauschte er 1664 bei Ernst August I., der seine Ländereien um seine Residenz Schloss Iburg erweitern wollte, gegen Gut und Schloss Gesmold östlich von Osnabrück ein. Dort war 1544 bis 1559 ein Wohnturm zum heutigen Renaissanceschloss erweitert worden. Georg Christoph von Hammerstein wurde später Geheimer Rat in braunschweigisch-lüneburgischen Diensten, Großvogt zu Celle sowie Drost der Ämter Grönenberg, Wittlage und Hunteburg. Er hatte für Ernst August I. bereits 1658 die Verhandlungen zur Eheschließung mit Sophie von der Pfalz geführt. 1673 erwarb der schwedische Generalmajor Friedrich Christoph von Hammerstein-Gesmold (1608–1685) das Rittergut und Schloss Apelern (westlich von Hannover). 1682 kaufte Christian Günther von Hammerstein das Rittergut Loxten im nördlichen Osnabrücker Land und errichtete ein Herrenhaus im niederländischen Barockstil. Erst 1811 verkaufte die Gesmolder Linie das Rittergut Hammerstein in Sonnborn an der Wupper.
Die im 10. Jahrhundert errichtete Reichsburg Hammerstein am Rhein war einst Sitz der Burggrafen von Hammerstein gewesen, Nachfahren – oder zumindest Besitznachfolger – des 1036 verstorbenen Konradiners Otto von Hammerstein; die beiden Linien der Burggrafen waren 1398 bzw. 1410 erloschen. 1893 erwarb der Familienverband der Freiherren von Hammerstein im Hinblick auf die vermutete Abstammung diese Ruine und den in Oberhammerstein gelegenen zugehörigen Burgmannshof; beide gehören dem Familienverband bis heute.
Nach Retzow bei Rechlin in Mecklenburg kam ein Zweig der Gesmolder Linie im Jahr 1787. Dort wurde um 1800 das noch erhaltene große klassizistische Herrenhaus erbaut. Bereits 1917 wurde ein erheblicher Teil des Gutes für den Bau eines Militärflugplatzes enteignet, der Resthof mit dem Herrenhaus 1926 verkauft. Im Einschreibebuch des Klosters Dobbertin befinden sich 27 Eintragungen von Töchtern der Familie von Hammerstein von 1793 bis 1907 aus Retzow, Gesmold und Hülseburg zur Aufnahme in das adelige Damenstift im Kloster Dobbertin.

## Besitz
Bis heute befinden sich die niedersächsischen Rittergüter Gesmold, Loxten, Apelern, Bockel und Steinhorst im Familienbesitz, seit 1893 auch die Ruine der Burg Hammerstein (am Rhein) mit dem zugehörigen Burgmannshof in Oberhammerstein. Seit 1983 ferner das oberbayerische Schloss Aufhausen.

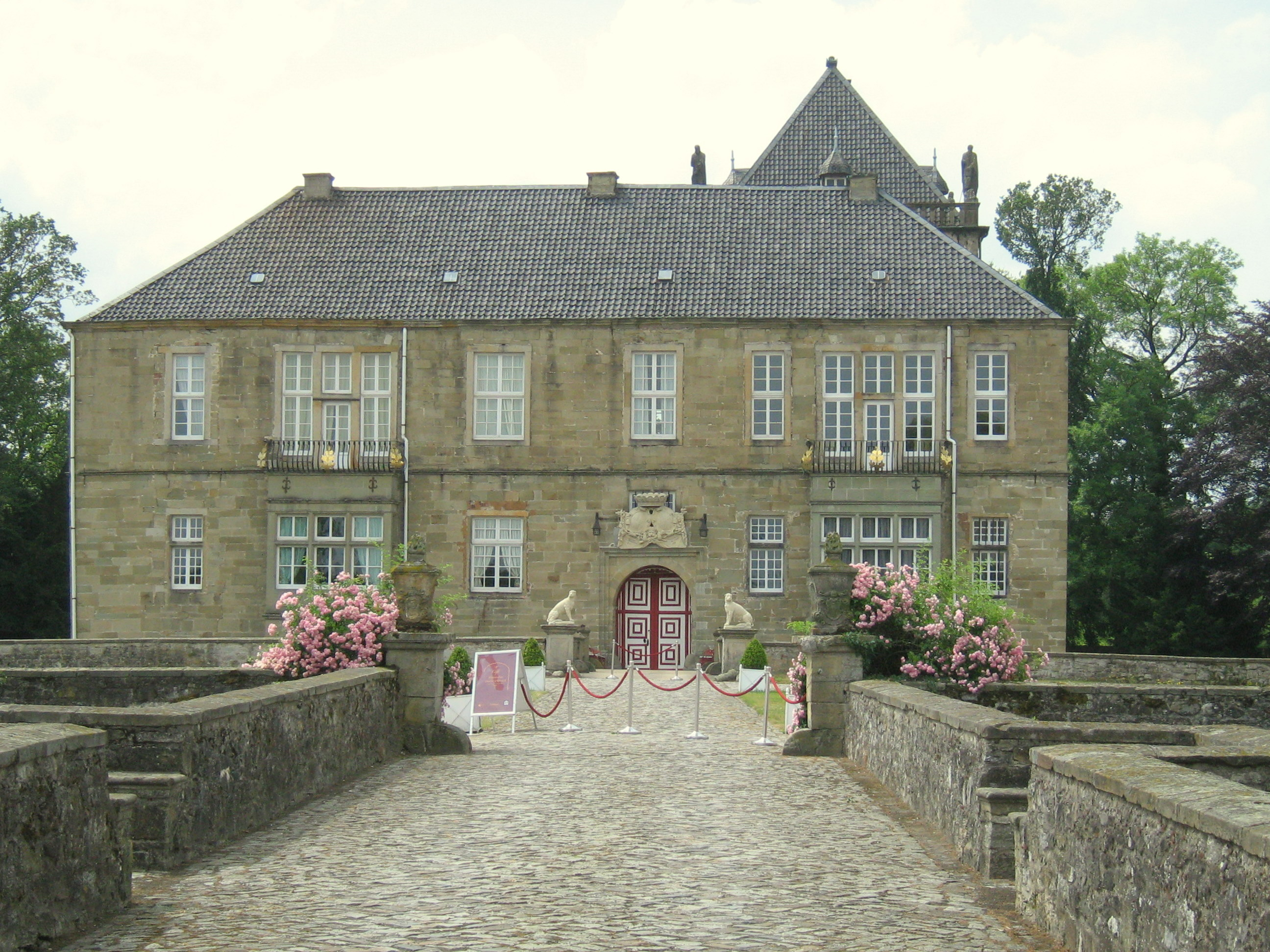
Schloss Gesmold
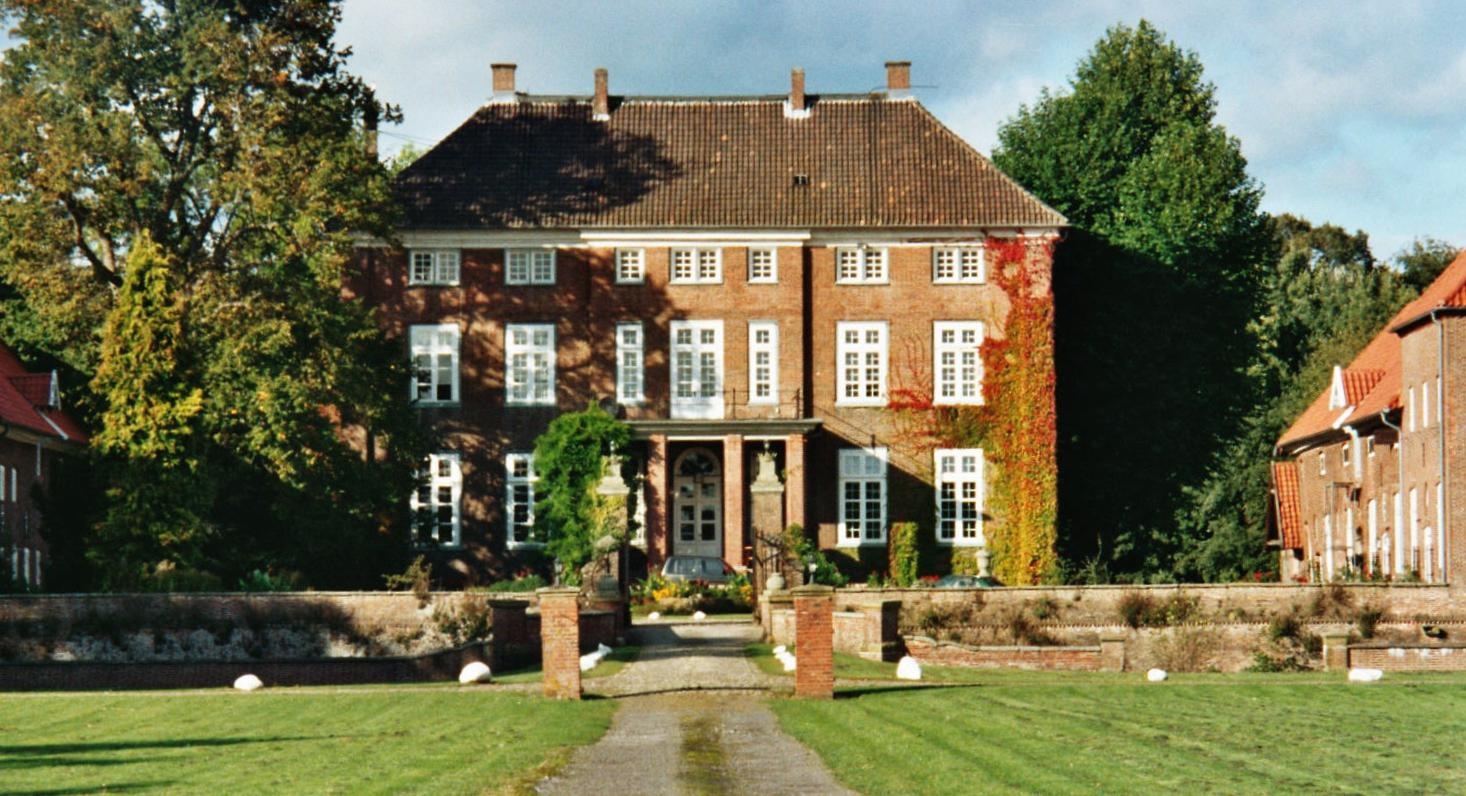
Rittergut Loxten
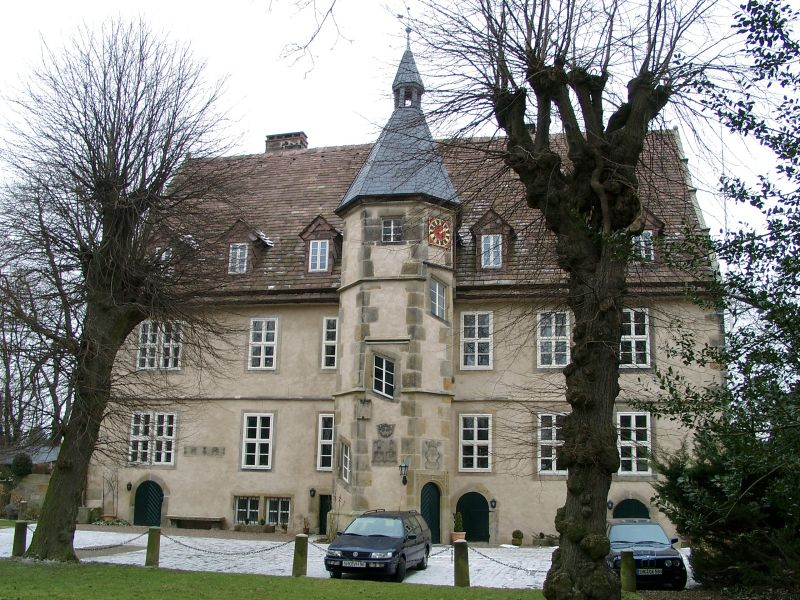
Schloss Apelern

## Wappen
Das Stammwappen zeigt in Silber drei (2/1) rote Kirchenfahnen. Durch königlich hannoversche Kabinettsorder vom 5. März 1816 wurde der Familie gestattet, das Wappen der Burggrafen von Hammerstein dem bis dahin allein geführten Stammwappen hinzuzufügen. Die ältere 1398 erloschene Linie der Burggrafen von Hammerstein führte drei rote Hämmer im goldenen Schild, die jüngere Linie, die 1410 ausstarb, drei weiße Hämmer im roten Schild.

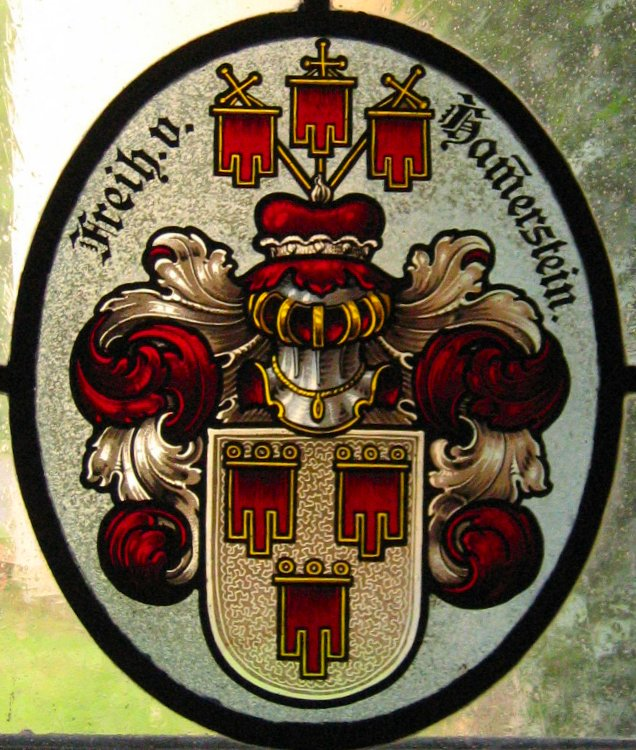
Fensterbild des Stammwappens derer von Hammerstein
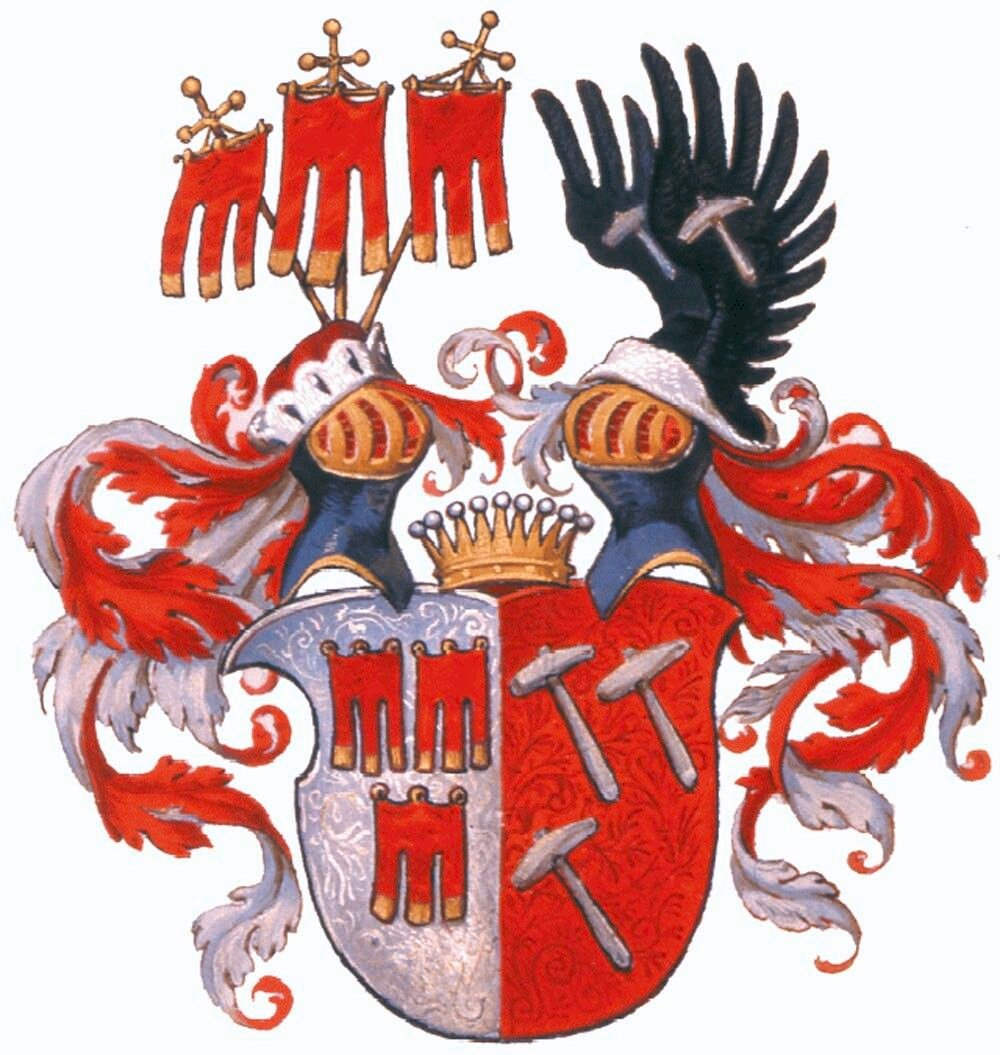
Das Wappen der Freiherren von Hammerstein: Vereinigung des Kirchenfahnenwappens der Freiherrn von Hammerstein mit dem Hämmerwappen der rheinischen Burggrafen
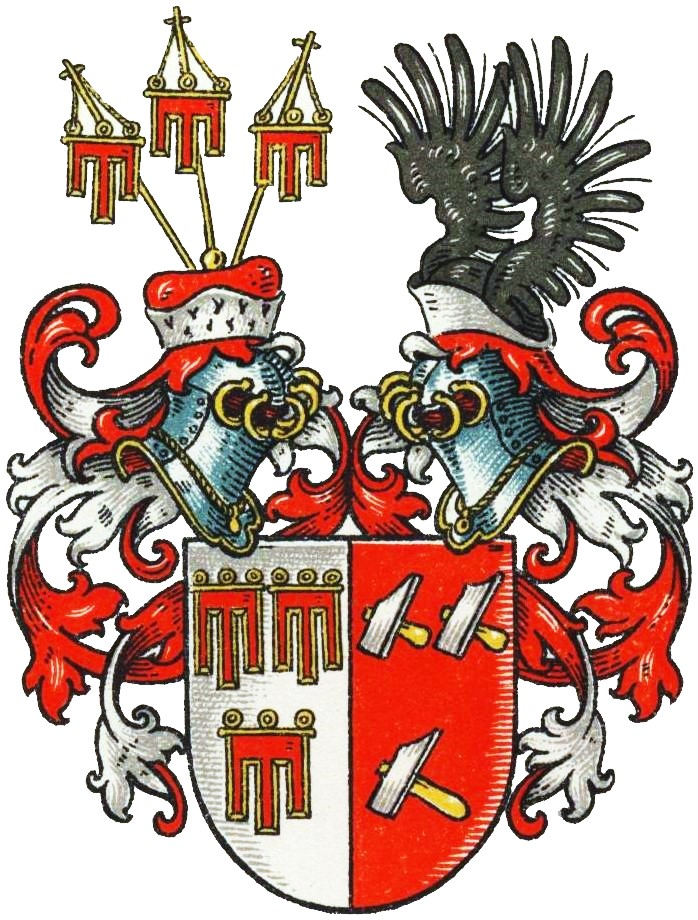
Vermehrtes Wappen der Freiherren von Hammerstein im Wappenbuch des Westfälischen Adels
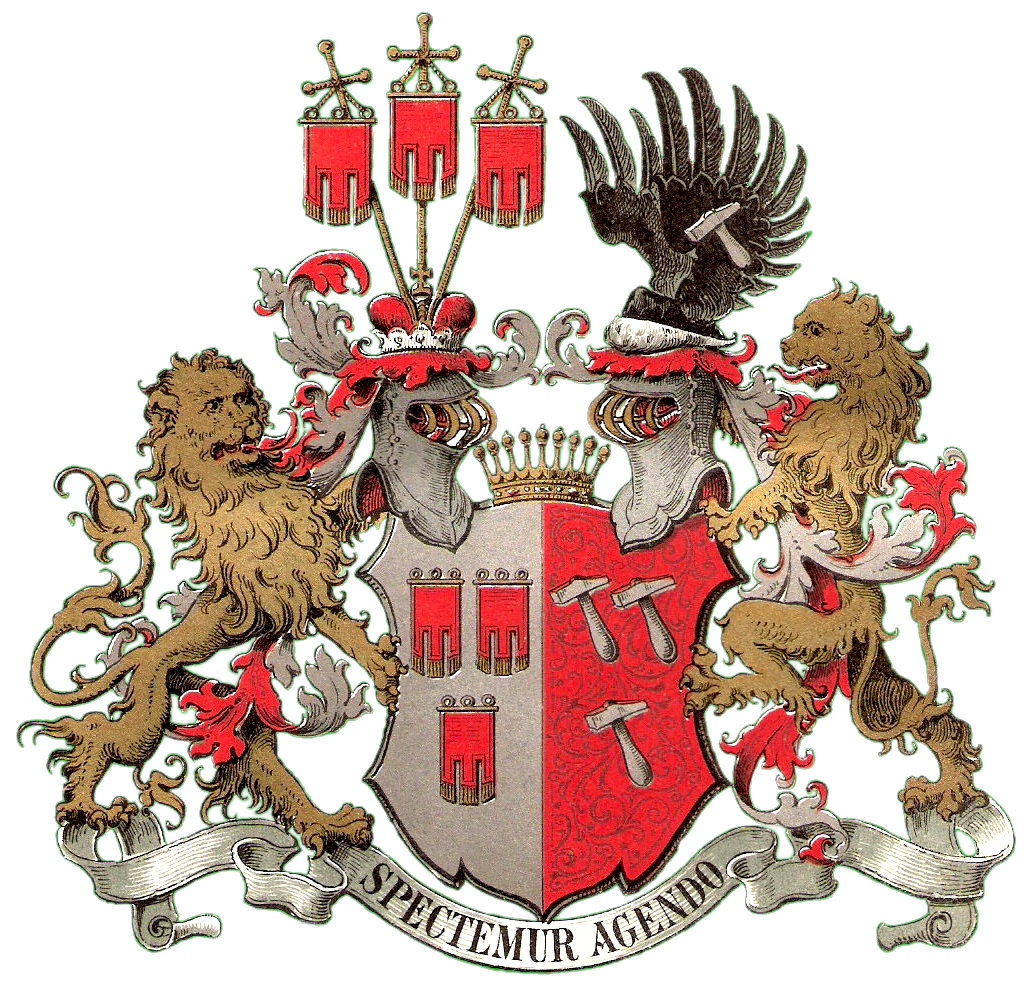
Vollwappen der Freiherren von Hammerstein

### Wappen der Freiherren von Hammerstein zu Equord
Der Wappenschild ist der Länge nach geteilt: rechts in Silber drei (2 und 1) rote, herabhängende Kirchenfahnen mit goldener Einfassung und drei Ringen, doch ohne Stangen; links in Rot drei (2 und 1) schräglinks liegende, silberne Hämmer mit goldenen Stielen. Auf dem Schilde liegt eine siebenperlige Krone, auf welcher sich zwei Helme erheben. Der rechte Helm trägt einen rote, mit Hermelin aufgeschlagenen Kurhut mit goldenem Knopfe, hinter welcher an langen, roten, oben mit einem kleinen Kreuze gezierten Stangen, von denen die äußeren schräg auswärts stehen, drei vorwärts gekehrte Kirchenfahnen herabhängen, und der linke Helm einen schwarzen, silbern aufgeschlagenen Grafenhut, welcher mit einem offenen, schwarzen Adlerflug besteckt ist. Die Decken beider Helme sind rot und silbern.

### Wappen der Freiherren von Hammerstein zu Gesmold und Loxten
Im silbernen Schild die drei roten Kirchenfahnen. Auf dem Schild steht eine siebenperlige Krone, auf der sich ein Helm erhebt, der die rothe, mit Hermelin aufgeschlagene Mütze des rechten Helmes der Linie zu Equord mit den drei Kirchenfahnen trägt. Die Helmdecken sind, wie angegeben, rot und silbern. So führen die Linien zu Gesmold und Loxten nur das alte Stammwappen der Familie.

### Motto der Freiherren von Hammerstein
Das Motto der Freiherren von Hammerstein „Spectemur Agendo“ ist Latein und bedeutet so viel wie „An unseren Taten soll man uns bemessen“.

## Stammbäume der Geschlechter von Hammerstein

### Konradiner
- Heribert von der Wetterau (925–992), 976 Graf im Kinziggau, Pfalzgraf, Graf im Engersgau, Graf von Gleiberg; Sohn des Konrad Kuno I., Graf im Rheingau, Graf in der Ortenau (seine Ahnenreihe bis 832: siehe den Artikel Konradiner); ⚭ Imiza, Tochter des Grafen Megingoz und der Gerberga (Matfride)

1. Otto von Hammerstein (Otto von Zutphen[5]) (* 1002 bezeugt; † wohl 5. Juni 1036), 1016 Graf in der Wetterau, 1019 Graf im Engersgau, ⚭ Irmingard von Verdun († 1042), Tochter des Gottfried des Gefangenen, Graf von Verdun (Wigeriche, Hammersteiner Ehe)
  1. Udo († 1034)
  2. Mathilde ⚭ Ludolf, Vogt von Brauweiler († 11. April 1031) (Ezzonen)
2. Gebhard († 8. November 1016), Graf
3. Irmtrud (* 972; † nach 985), Erbin von Gleiberg ⚭ Friedrich von Luxemburg (* 965; † 6. Oktober 1019), Graf im Moselgau (Wigeriche)
4. Gerberga († nach 1036) ⚭ Heinrich von Schweinfurt (* 980 bezeugt; † 18. September 1017), Graf im Nordgau, begraben in Schweinfurt

### Linien der Herren und Freiherren von Hammerstein aus Wülfrath

#### Hammerstein zu Equord
- Hans Adam (* 1579 oder 19. Juli 1571 in Öge, Amt Hückeswagen; † 10. Februar 1653 in Altenbruchhausen), Sohn des Christoph von Hammerstein zu Öge und der Margareta von Wrede,[6][7] wurde etwa 1600 in Niedersachsen ansässig. Er war Hofmeister von Graf Simon VII. zur Lippe auf der Domäne Hornoldendorf, die ihm 1614 zufiel, ab 1629 Herzögl. Drost des Amtes Bruchhausen und ab 1641 Landdrost der Grafschaft Hoya.
⚭ 1. 1607 (oder 17. Jul. 1609?) (Catharina?) Elisabeth von Salder zu Equord; und begründete damit den Namen von Hammerstein zu Equord; drei Kinder
⚭ 2. 1. Juni 1623 Catharina (Maria?) von Klencke (* 5. September 1592 auf Hämelschenburg; † 9. Juni 1641 in Equord), eine Schwester der Freda von Klencke ⚭ von Eddingerode; Töchter des Georg von Klencke, der die Hämelschenburg erbaute; sieben Kinder
  - Georg Christoph (1624–1687), Großvogt, Herr auf Equord, Erbauer der dortigen Mausoleumskirche, Herr zu Gesmold
    - Alexander (gest. 1720 als Generalleutnant)
    - Ernst August (1659-nach 1672)

⚭ 3. 10. Juni 1643 Leveke von Münchhausen (* 13. Januar 1616 in Remeringhausen; † 18. Dezember 1675 in Hornoldendorf), Tochter des Literaten Ludolph von Münchhausen auf Hessisch Oldendorf und Remeringhausen und der Anna von Bismarck; fünf Söhne
  - Christian Ludolph (1646–1728), Erbherr auf Hornoldendorf, Gesmold und Apelern
    - Wilhelm (1683–1730), Herr zu Dratum
    - Hans Werner (1696–1787) → Equorder Linie
    - Ludwig (1702–1796) → Gesmolder Linie

  - Christian Günther (1649–1692), Erbherr zu Loxten (Nortrup) → Loxtener Linie

#### Hammerstein-Equord

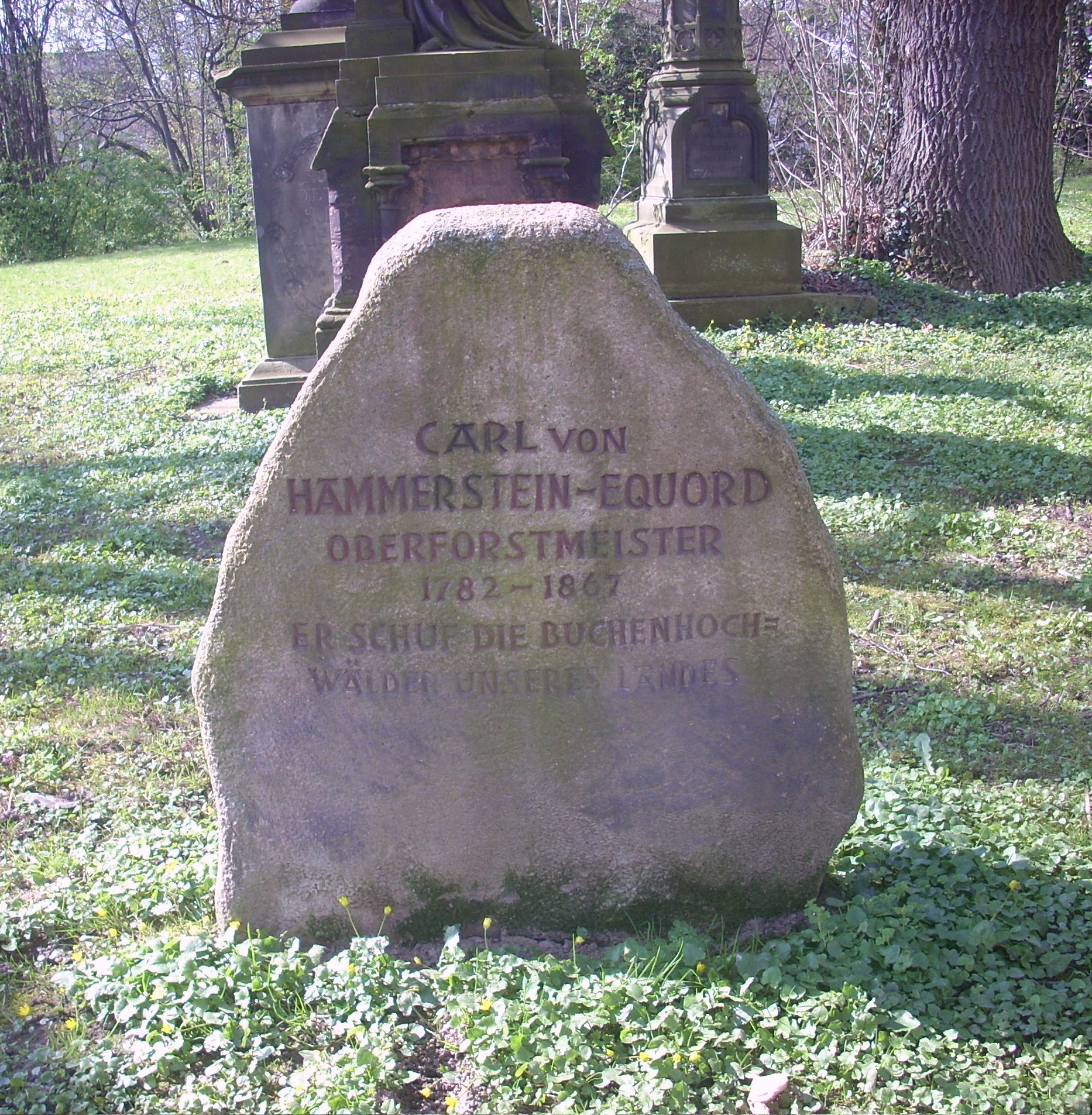
Hildesheim, Johannisfriedhof, Gedenkstein Carl von Hammerstein-Equord

- Hans Werner (1696–1787), Oberjägermeister; kölnischer und hannoverischer Geheimrat, I Euphemia Louise von Schlippenbach (1698–1763), II Gertrud von Hake (geborene von Hammerstein-Gesmold)
  - Hans Georg (1771–1841), westphälischer General
    - Sigurd (1829–1901), Fideikommissherr Equord
      - Hans von Hammerstein-Equord (Landrat) (1860–1898), deutscher Verwaltungsbeamter
      - Albrecht (1863–1911), Fideikommissherr Equord

  - Friedrich (1775–1851), hannoverischer Oberforstmeister, forsttechnischer Chef in der Berghauptmannschaft Claustal
  - Carl (1782–1867), hannoverscher Oberforstmeister
    - William Friedrich (1785–1861), westphälischer, ab 1813 österreichischer General der Kavallerie
      -         -           - Arnold von Hammerstein-Equord (1860–1930), deutscher Generalleutnant, Militärattaché
          - Günther (1877–1965), deutscher Generalleutnant
          - Hans (1881–1947), österreichischer Politiker und Schriftsteller
          - Kurt (1878–1943), deutscher Generaloberst
            - Marie Luise (1908–1999), deutsche Rechtsanwältin
            - Kunrat (1918–2007), deutscher Schriftsteller, Oberleutnant der Wehrmacht
            - Franz (1921–2011), deutscher evangelischer Theologe
              - Adrian (* 1953), deutscher Manager
              - Stephan von Hammerstein, Jurist. Referatsleiter bei der Bundespolizei
              - Kaspar von Hammerstein, deutscher Manager

            - Ludwig (1919–1996), deutscher Journalist und Rundfunkintendant

weitere:
- Konstantin von Hammerstein (* 1961), Journalist

#### Hammerstein-Gesmold
Der Ast Gesmold wurde 1725 mit dem Besitz des 418 Hektar großen Fideikommisses Gesmold durch Ludwig von Hammerstein gestiftet. Sein Sohn Friedrich Werner Ludwig von Hammerstein-Gesmold auf Retzow wurde als herzoglich sachsen-meiningischer Regierungs-Rat 1790 in die Mecklenburgische Ritterschaft rezipiert und stiftete seinerseits wiederum den zweiten Zweig. Sein Sohn Ludwig Friedrich Ernst von Hammerstein-Gesmold besaß die Güter Retzow, Rechlin, Klopzow, Bolter Mühle und Leppin. Retzow und Schwartow wurden erst 1938 verkauft.
- - Ludwig (1702–1786), Herr auf Hornoldendorf, Gesmold und Apelern, hzgl. Kammerherr und Schlosshauptmann

⚭ I. 1730 Anna Elisabeth von Heimburg (1697–1738) aus dem Hause Landringhausen (kinderlos)
⚭ II. 1740 Dorothea Sophie Ernestine von Münchhausen (1717–1795) aus dem Hause Rinteln und Bodenwerder, verwitwete von Cornberg auf Auburg, Schwester des „Lügenbarons“ Hieronymus Carl Friedrich von Münchhausen
- - Georg Gottlob Maximilian (1754–1783), Sohn von Ludwig und Dorothea, Herr auf Apelern ⚭ 1778 Amalie Gertrud von Münchhausen aus dem Hause Moringen. Sie verkaufte nach seinem Tode 1804 das Rittergut Hornoldendorf und kaufte dafür Heinsen.
  - Emil (1827–1894), preußischer Generalmajor
    - Karl von Hammerstein-Gesmold (1866–1932), deutscher Verwaltungsjurist und Politiker
    - Frithjof (1870–1944), deutscher Generalleutnant

  - Ludwig (1832–1905), Jesuitenpater und geistlicher Schriftsteller
  - Hans (1867–1933), deutscher General der Infanterie
  - Wilhelm Joachim (1838–1904), deutscher Politiker und Redakteur
  - Carl-Detlev (* 1938), Landwirt und Politiker
- Karl Georg Freiherr von Hammerstein-Gesmold (1873–1932), deutscher Landrat

#### Hammerstein-Loxten
- Christian Günther (* 24. Februar 1649 in Altenbruchhausen; † 3. August 1692), gefallen in der Schlacht bei Steenkerke
- Friedrich Christoph (* 31. Mai 1679; † 25. November 1740), Landrat des Stifts Osnabrück, Herr auf Loxten, Dieck und Hamm
  -     - Hans Günther Karl von Hammerstein (1730–1795), hannoverscher General
    - Rudolph Georg Wilhelm (1735–1811), hannoverscher General
    - Alexander von Hammerstein (1797–1876), hannoverscher Generalleutnant
    - Otto von Hammerstein (1799–1884), hannoverscher Generalleutnant 
      -         - Hermann von Hammerstein-Loxten (1801–1876), Gutsherr auf Loxten
          - Ernst (1827–1914), Beamter und Politiker in Hannover und Preußen
          - Ludwig von Hammerstein-Loxten (1839–1927), preußischer General der Infanterie
            - Adolf Freiherr von Hammerstein-Loxten (1868–1939), deutscher Grundbesitzer, Staatsbeamter und Politiker (DHP, CSVD)

        - Wilhelm Karl Konrad (1808–1872), Ministerpräsident im Königreich Hannover
          - Hans von Hammerstein-Loxten (1843–1905), preußischer Beamter und Politiker
            - Wilhelm Freiherr von Hammerstein-Loxten (1873–1932), Gutsherr auf Steinhorst
            - Günther Freiherr von Hammerstein-Loxten (1885–1963), Vorstandsmitglied der Zentrale der Entschuldungsverbände des deutschen Ostens GmbH in Berlin

          - Bernhard von Hammerstein (1853–1907), Ministerialrat in Mecklenburg-Schwerin
            - Christian von Hammerstein (1887–1963), Oberkirchenrat, dann Chefjurist der Luftwaffe
              - Christian von Hammerstein (1933–2019), Verwaltungsjurist

sowie
- Ludwig von Hammerstein-Loxten (General) (1853–1928), sächsischer Generalmajor; Sohn des Ludwig Freiherr von Hammerstein-Loxten (1781–1852) Posthumus, Senior des Domstifts Bardowick

### Familien-Chronik
- Emil Freiherr von Hammerstein-Gesmold (Bearb. und Hrsg.): Urkunden und Regesten zur Geschichte der Burggrafen und Freiherren von Hammerstein. 1891. (cgi-host.uni-marburg.de)
- Urkunden und Regesten zur Geschichte der Burggrafen und Freiherren von Hammerstein. Mit Stammtafeln, Siegeltafel. Hahn. Hannover 1891. (Uni Düsseldorf), (Digitalisat)
- Emil Pauls: Zur Geschichte der Burggrafen und Freiherren von Hammerstein. in: Annalen des Historischen Vereins für den Niederrhein. Heft 58, Köln 1894, S. 183–206. (Textarchiv – Internet Archive).

### Genealogie
- Gothaisches Genealogisches Taschenbuch der freiherrlichen Häuser auf das Jahr 1849. 3. Jahrgang, Justus Perthes, Gotha 1848; S. 180–190. (GGT Digitalisat), ff. (1854. GGT Digitalisat), ff. (1863. GGT Digitalisat), ff.
- Gothaisches Genealogisches Taschenbuch der Freiherrlichen Häuser. 1910. 60. Jahrgang, Justus Perthes, Gotha 1909, S. 303 ff. Textarchiv
- Gothaisches Genealogisches Taschenbuch der Freiherrlichen Häuser. 1942. A (Uradel), 92. Jahrgang. Zugleich Adelsmatrikel der deutschen Adelsgenossenschaft. Justus Perthes, Gotha 1941, S. 171–185.
- Hans Friedrich von Ehrenkrook, Jürgen Thiedicke von Flotow, Detlev Freiherr von Hammerstein-Retzow, Carola von Ehrenkrook geb. von Hagen: Genealogisches Handbuch der Freiherrlichen Häuser / A (Uradel) 1952, Band I, Band 4 der Gesamtreihe GHdA, Hrsg. Ausschuss für adelsrechtliche Fragen der deutschen Adelsverbände in Gemeinschaft mit dem Deutschen Adelsarchiv, C. A. Starke, Glücksburg/Ostsee 1952, S. 172–196. ISSN 0435-2408
- Wilhelm Hartmann: Hammerstein, Freiherren von. In: Neue Deutsche Biographie (NDB). Band 7, Duncker & Humblot, Berlin 1966, ISBN 3-428-00188-5, S. 594 f. (Digitalisat).

### Weitere Literatur
- Max von Spießen: Wappenbuch des Westfälischen Adels, Band 1, C. A. Starke, Görlitz 1901–1903, S. 64; Band 2, Görlitz 1903, Tafel 155.
- Christian von Hammerstein: Mein Leben. Geschrieben für meine Frau und meine Kinder, meine Schwestern und meine Freunde. (ca. 1957/1958; Erwähnung seines 70. Geburtstages; als Manuskript gedruckt), Festeinband, 244 S.
- Gerhart Werner: Haus Hammerstein. in: Michael Metschies: Adelssitze, Burgen, Feste Häuser in Wuppertal. Beiträge zur Geschichte und Heimatkunde des Wuppertals, Band 23, Verlag Born, Wuppertal 1975. DNB 760058318
- Gerhard Krebs: Die Paasches und die Hammersteins. Leben zwischen Deutschland, Japan und Amerika. Iudicium, München 2024, ISBN 978-3-86205-805-1